# 9e étape du Tour de France 2003
Pour un article plus général, voir Tour de France 2003.
La 9e étape du Tour de France 2003 s'est déroulée le 14 juillet 2003 entre Le Bourg-d'Oisans et Gap sur un parcours de 184,5 km. Elle a été remportée en solitaire par le Kazakh Alexandre Vinokourov.

## Profil et parcours
Les coureurs parcourent deux départements, l'Isère et surtout les Hautes-Alpes. Après la montée du col du Lautaret (1ère catégorie), ils doivent descendre sur Briançon. Puis c'est la montée du col d'Izoard (hors catégorie). Pour rallier Gap, il reste deux côtes de deuxième et troisième catégorie, respectivement la côte de Saint-Apollinaire et la côte de la Rochette.

## Récit
L'échappée se forme dans le col du Lautaret avec Di Luca, Casero, Garmendia, Jaksche, López de Munain, Parra et Pellizotti, tandis que l'US Postal contrôle le peloton. Juan Miguel Mercado sort du peloton dans le col d'Izoard ; Aitor Garmendia attaque en tête avant le sommet et fait la descente seul. Il est repris par les poursuivants qui ont jusqu'à six minutes d'avance. Casero, Jaschke et Parra continuent en tête. Dans le peloton emmené par US Postal, Astarloza et Millar attaquent.
La désunion condamne l'échappée dans la côte de la Rochette. Vinokourov attaque et il revient rapidement sur Jaksche et Parra, puis il passe le sommet 15 secondes avant le groupe Armstrong. Il descend sur Gap et gagne l'étape.
À noter l'abandon de Joseba Beloki, 2e au classement général, qui a déjanté et chuté dans la descente de cette côte. Lancé à la poursuite de Vinokourov, Lance Armstrong talonne l'Espagnol au moment de sa chute violente dans une épingle. Il l'évite... en coupant à travers champ. Arrivé en contrebas, il met pied à terre, franchit le talus et repart aussitôt pour terminer quatrième de l'étape. L'Américain conserve le maillot jaune, et Vinokourov progresse au général, passant de la 4e à la 2e place.

## Classement de l'étape
| \| Classement de l'étape \| Classement de l'étape \| Classement de l'étape \| Classement de l'étape \| Classement de l'étape \| \| Coureur \| Coureur \| Pays \| Équipe \| Temps \| \| --------------------- \| --------------------- \| --------------------- \| ----------------------------- \| --------------------- \| \| 1er \| Alexandre Vinokourov \| Kazakhstan \| Telekom \| 45 h 01 min 00 s \| \| 2e \| Paolo Bettini \| Italie \| Quick Step-Davitamon \| + 36 s \| \| 3e \| Iban Mayo \| Espagne \| Euskaltel-Euskadi \| + 36 s \| \| 4e \| Lance Armstrong \| États-Unis \| US Postal Service-Berry Floor \| DQ \| \| 5e \| Jan Ullrich \| Allemagne \| Team Bianchi \| + 36 s \| \| 6e \| Ivan Basso \| Italie \| Fassa Bortolo \| + 36 s \| \| 7e \| Georg Totschnig \| Autriche \| Gerolsteiner \| + 36 s \| \| 8e \| Francisco Mancebo \| Espagne \| iBanesto.com \| + 36 s \| \| 9e \| Haimar Zubeldia \| Espagne \| Euskaltel-Euskadi \| + 36 s \| \| 10e \| Tyler Hamilton \| États-Unis \| CSC \| + 36 s \| |                      |            |                               |                  |
| |                      |            |                               |                  |
| |                      |            |                               |                  |
| Classement de l'étape |                      |            |                               |                  |
| Coureur | Coureur              | Pays       | Équipe                        | Temps            |
| 1er | Alexandre Vinokourov | Kazakhstan | Telekom                       | 45 h 01 min 00 s |
| 2e | Paolo Bettini        | Italie     | Quick Step-Davitamon          | + 36 s           |
| 3e | Iban Mayo            | Espagne    | Euskaltel-Euskadi             | + 36 s           |
| 4e | Lance Armstrong      | États-Unis | US Postal Service-Berry Floor | DQ               |
| 5e | Jan Ullrich          | Allemagne  | Team Bianchi                  | + 36 s           |
| 6e | Ivan Basso           | Italie     | Fassa Bortolo                 | + 36 s           |
| 7e | Georg Totschnig      | Autriche   | Gerolsteiner                  | + 36 s           |
| 8e | Francisco Mancebo    | Espagne    | iBanesto.com                  | + 36 s           |
| 9e | Haimar Zubeldia      | Espagne    | Euskaltel-Euskadi             | + 36 s           |
| 10e | Tyler Hamilton       | États-Unis | CSC                           | + 36 s           |

## Classement général
| \| Classement général \| Classement général \| Classement général \| Classement général \| Classement général \| \| Coureur \| Coureur \| Pays \| Équipe \| Temps \| \| ------------------ \| -------------------- \| ------------------ \| ----------------------------- \| ------------------ \| \| 1er \| Lance Armstrong \| États-Unis \| US Postal Service-Berry Floor \| DQ \| \| 2e \| Alexandre Vinokourov \| Kazakhstan \| Telekom \| + 21 s \| \| 3e \| Iban Mayo \| Espagne \| Euskaltel-Euskadi \| + 1 min 02 s \| \| 4e \| Francisco Mancebo \| Espagne \| iBanesto.com \| + 1 min 37 s \| \| 5e \| Tyler Hamilton \| États-Unis \| CSC \| + 1 min 52 s \| \| 6e \| Jan Ullrich \| Allemagne \| Team Bianchi \| + 2 min 10 s \| \| 7e \| Ivan Basso \| Italie \| Fassa Bortolo \| + 2 min 25 s \| \| 8e \| Roberto Heras \| Espagne \| US Postal Service-Berry Floor \| + 2 min 28 s \| \| 9e \| Haimar Zubeldia \| Espagne \| Euskaltel-Euskadi \| + 3 min 25 s \| \| 10e \| Denis Menchov \| Russie \| iBanesto.com \| + 3 min 45 s \| |                      |            |                               |              |
| |                      |            |                               |              |
| |                      |            |                               |              |
| Classement général |                      |            |                               |              |
| Coureur | Coureur              | Pays       | Équipe                        | Temps        |
| 1er | Lance Armstrong      | États-Unis | US Postal Service-Berry Floor | DQ           |
| 2e | Alexandre Vinokourov | Kazakhstan | Telekom                       | + 21 s       |
| 3e | Iban Mayo            | Espagne    | Euskaltel-Euskadi             | + 1 min 02 s |
| 4e | Francisco Mancebo    | Espagne    | iBanesto.com                  | + 1 min 37 s |
| 5e | Tyler Hamilton       | États-Unis | CSC                           | + 1 min 52 s |
| 6e | Jan Ullrich          | Allemagne  | Team Bianchi                  | + 2 min 10 s |
| 7e | Ivan Basso           | Italie     | Fassa Bortolo                 | + 2 min 25 s |
| 8e | Roberto Heras        | Espagne    | US Postal Service-Berry Floor | + 2 min 28 s |
| 9e | Haimar Zubeldia      | Espagne    | Euskaltel-Euskadi             | + 3 min 25 s |
| 10e | Denis Menchov        | Russie     | iBanesto.com                  | + 3 min 45 s |

## Classements annexes
| Classement par points | Classement par points | Classement par points | Classement par points | Classement par points |
| Coureur               | Coureur               | Pays                  | Équipe                | Points                |
| --------------------- | --------------------- | --------------------- | --------------------- | --------------------- |
| 1er                   | Baden Cooke           | Australie             | Fdjeux.com            | 120 pts               |
| 2e                    | Robbie McEwen         | Australie             | Lotto-Domo            | 110 pts               |
| 3e                    | Thor Hushovd          | Norvège               | Crédit Agricole       | 104 pts               |
| 4e                    | Erik Zabel            | Allemagne             | Telekom               | 98 pts                |
| 5e                    | Jean-Patrick Nazon    | France                | Jean Delatour         | 88 pts                |

| Classement par points | Classement par points | Classement par points | Classement par points | Classement par points |
| Coureur               | Coureur               | Pays                  | Équipe                | Points                |
| --------------------- | --------------------- | --------------------- | --------------------- | --------------------- |
| 1er                   | Baden Cooke           | Australie             | Fdjeux.com            | 120 pts               |
| 2e                    | Robbie McEwen         | Australie             | Lotto-Domo            | 110 pts               |
| 3e                    | Thor Hushovd          | Norvège               | Crédit Agricole       | 104 pts               |
| 4e                    | Erik Zabel            | Allemagne             | Telekom               | 98 pts                |
| 5e                    | Jean-Patrick Nazon    | France                | Jean Delatour         | 88 pts                |

| Classement de la montagne | Classement de la montagne | Classement de la montagne | Classement de la montagne     | Classement de la montagne |
| Coureur                   | Coureur                   | Pays                      | Équipe                        | Points                    |
| ------------------------- | ------------------------- | ------------------------- | ----------------------------- | ------------------------- |
| 1er                       | Richard Virenque          | France                    | Quick Step-Davitamon          | 135 pts                   |
| 2e                        | Jörg Jaksche              | Allemagne                 | ONCE-Eroski                   | 75 pts                    |
| 3e                        | Lance Armstrong           | États-Unis                | US Postal Service-Berry Floor | DQ                        |
| 4e                        | Iván Parra                | Colombie                  | Kelme-Costa Blanca            | 71 pts                    |
| 5e                        | Aitor Garmendia           | Espagne                   | Team Bianchi                  | 62 pts                    |

| Classement de la montagne | Classement de la montagne | Classement de la montagne | Classement de la montagne     | Classement de la montagne |
| Coureur                   | Coureur                   | Pays                      | Équipe                        | Points                    |
| ------------------------- | ------------------------- | ------------------------- | ----------------------------- | ------------------------- |
| 1er                       | Richard Virenque          | France                    | Quick Step-Davitamon          | 135 pts                   |
| 2e                        | Jörg Jaksche              | Allemagne                 | ONCE-Eroski                   | 75 pts                    |
| 3e                        | Lance Armstrong           | États-Unis                | US Postal Service-Berry Floor | DQ                        |
| 4e                        | Iván Parra                | Colombie                  | Kelme-Costa Blanca            | 71 pts                    |
| 5e                        | Aitor Garmendia           | Espagne                   | Team Bianchi                  | 62 pts                    |

| Classement du meilleur jeune | Classement du meilleur jeune | Classement du meilleur jeune | Classement du meilleur jeune | Classement du meilleur jeune |
| Coureur                      | Coureur                      | Pays                         | Équipe                       | Temps                        |
| ---------------------------- | ---------------------------- | ---------------------------- | ---------------------------- | ---------------------------- |
| 1er                          | Denis Menchov                | Russie                       | iBanesto.com                 | + 40 h 19 min 11 s           |
| 2e                           | Sylvain Chavanel             | France                       | Brioches La Boulangère       | + 5 min 59 s                 |
| 3e                           | Evgueni Petrov               | Russie                       | iBanesto.com                 | + 9 min 41 s                 |
| 4e                           | Juan Miguel Mercado          | Espagne                      | iBanesto.com                 | + 11 min 46 s                |
| 5e                           | Mikel Astarloza              | Espagne                      | AG2R Prévoyance              | + 12 min 29 s                |

| Classement du meilleur jeune | Classement du meilleur jeune | Classement du meilleur jeune | Classement du meilleur jeune | Classement du meilleur jeune |
| Coureur                      | Coureur                      | Pays                         | Équipe                       | Temps                        |
| ---------------------------- | ---------------------------- | ---------------------------- | ---------------------------- | ---------------------------- |
| 1er                          | Denis Menchov                | Russie                       | iBanesto.com                 | + 40 h 19 min 11 s           |
| 2e                           | Sylvain Chavanel             | France                       | Brioches La Boulangère       | + 5 min 59 s                 |
| 3e                           | Evgueni Petrov               | Russie                       | iBanesto.com                 | + 9 min 41 s                 |
| 4e                           | Juan Miguel Mercado          | Espagne                      | iBanesto.com                 | + 11 min 46 s                |
| 5e                           | Mikel Astarloza              | Espagne                      | AG2R Prévoyance              | + 12 min 29 s                |

| Classement par équipes | Classement par équipes        | Classement par équipes | Classement par équipes |
| Équipe                 | Équipe                        | Pays                   | Temps                  |
| ---------------------- | ----------------------------- | ---------------------- | ---------------------- |
| 1re                    | Euskaltel-Euskadi             | Espagne                | 118 h 11 min 19 s      |
| 2e                     | US Postal Service-Berry Floor | États-Unis             | + 4 min 11 s           |
| 3e                     | iBanesto.com                  | Espagne                | + 8 min 34 s           |
| 4e                     | CSC                           | Danemark               | + 10 min 14 s          |
| 5e                     | Team Bianchi                  | Allemagne              | + 16 min 26 s          |

| Classement par équipes | Classement par équipes        | Classement par équipes | Classement par équipes |
| Équipe                 | Équipe                        | Pays                   | Temps                  |
| ---------------------- | ----------------------------- | ---------------------- | ---------------------- |
| 1re                    | Euskaltel-Euskadi             | Espagne                | 118 h 11 min 19 s      |
| 2e                     | US Postal Service-Berry Floor | États-Unis             | + 4 min 11 s           |
| 3e                     | iBanesto.com                  | Espagne                | + 8 min 34 s           |
| 4e                     | CSC                           | Danemark               | + 10 min 14 s          |
| 5e                     | Team Bianchi                  | Allemagne              | + 16 min 26 s          |